# Hybocodon apiciloculatus
Hybocodon apiciloculatus is een hydroïdpoliep uit de familie Tubulariidae. De poliep komt uit het geslacht Hybocodon. Hybocodon apiciloculatus werd in 2006 voor het eerst wetenschappelijk beschreven door Xu & Huang. 